# Sint-jacobsvlinder
De sint-jacobsvlinder (Tyria jacobaeae) is een dagactieve nachtvlinder uit de familie van de spinneruilen (Erebidae) en de onderfamilie van de beervlinders (Arctiinae).

## Kenmerken
De lengte van de vleugel is 16-21 millimeter. De vliegtijd is van april tot in begin augustus.

## Verspreiding
De vlinder komt niet alleen in Nederland, België en de rest van Europa voor, maar ook in West- en Centraal-Azië en is ingevoerd in Nieuw-Zeeland, Australië en Noord-Amerika om daar jakobskruiskruid te bestrijden.
De sint-jacobsvlinder leeft op zandgronden waar zijn waardplanten, het jakobskruiskruid en enkele andere kruiskruidsoorten voorkomen.

## Zebrarups
De rups van de sint-jacobsvlinder wordt zebrarups genoemd. Het voedsel voor de zebrarups, jakobskruiskruid, bevat giftige bestanddelen. De rups neemt deze op wanneer hij van de plant eet en wordt daardoor zelf giftig. De opvallende tekening en kleur waarschuwt daarvoor, vogels laten de zebrarups dan ook met rust. De rups raakt het gif dat hij binnenkrijgt niet meer kwijt. De vlinder die een jaar later uit de pop tevoorschijn komt, is eveneens giftig.

## Afbeeldingen

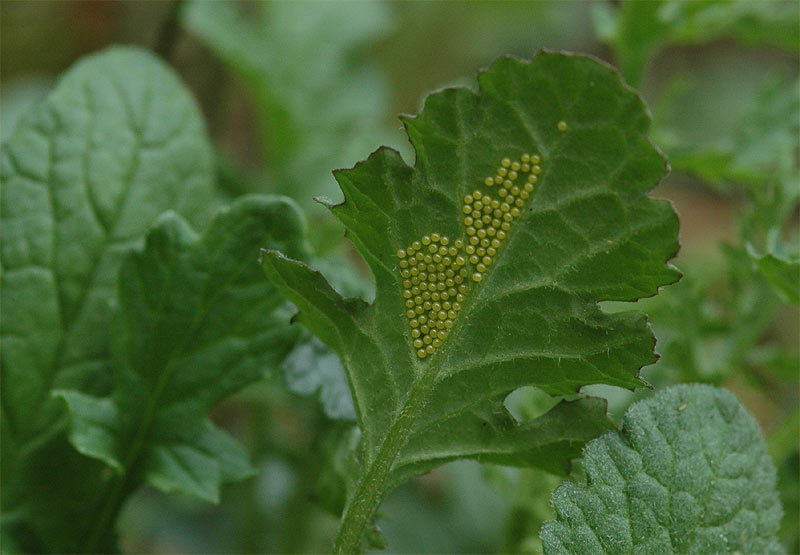
Eitjes op jakobskruiskruid
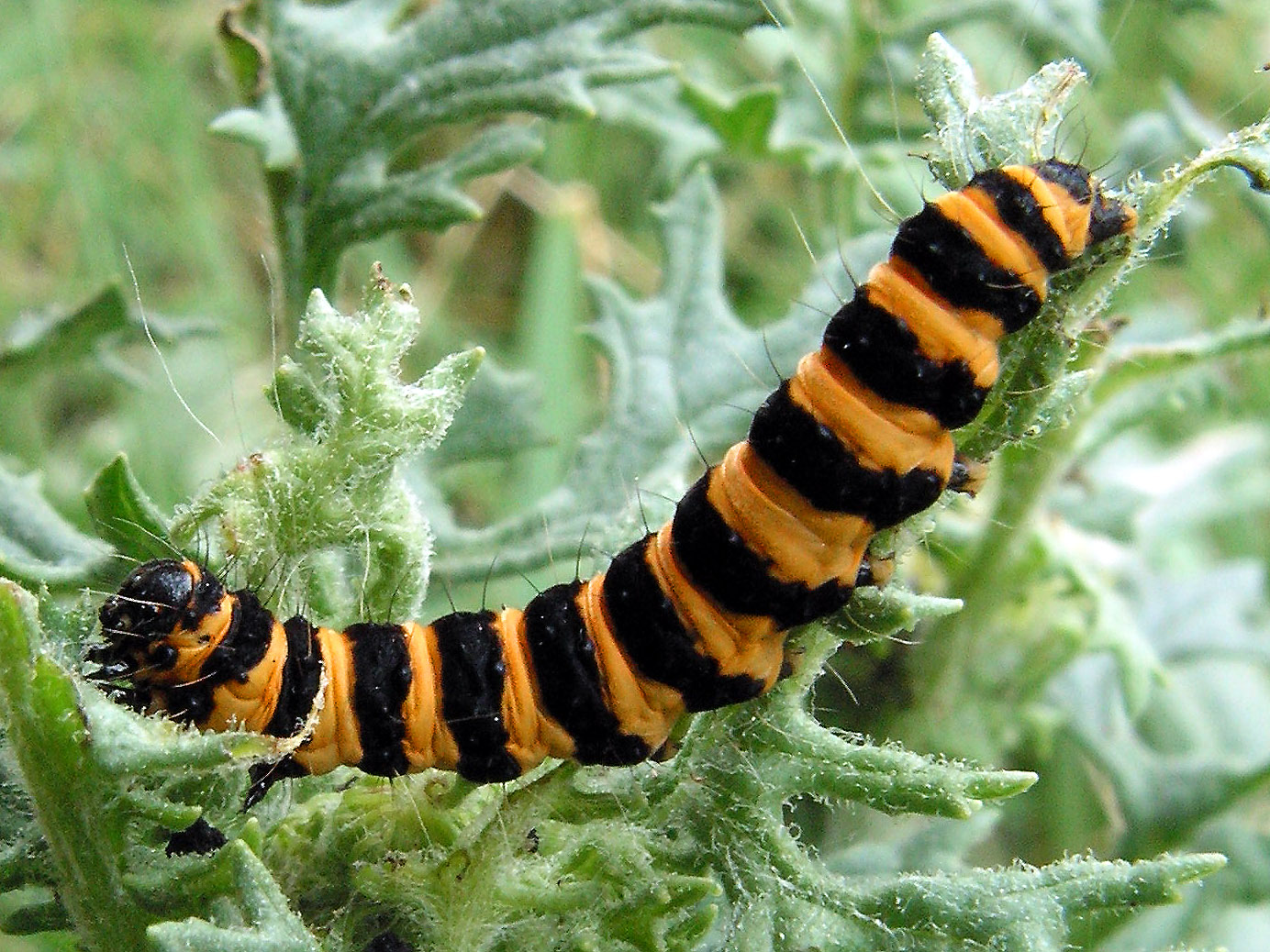
Zebrarupsen op jakobskruiskruid
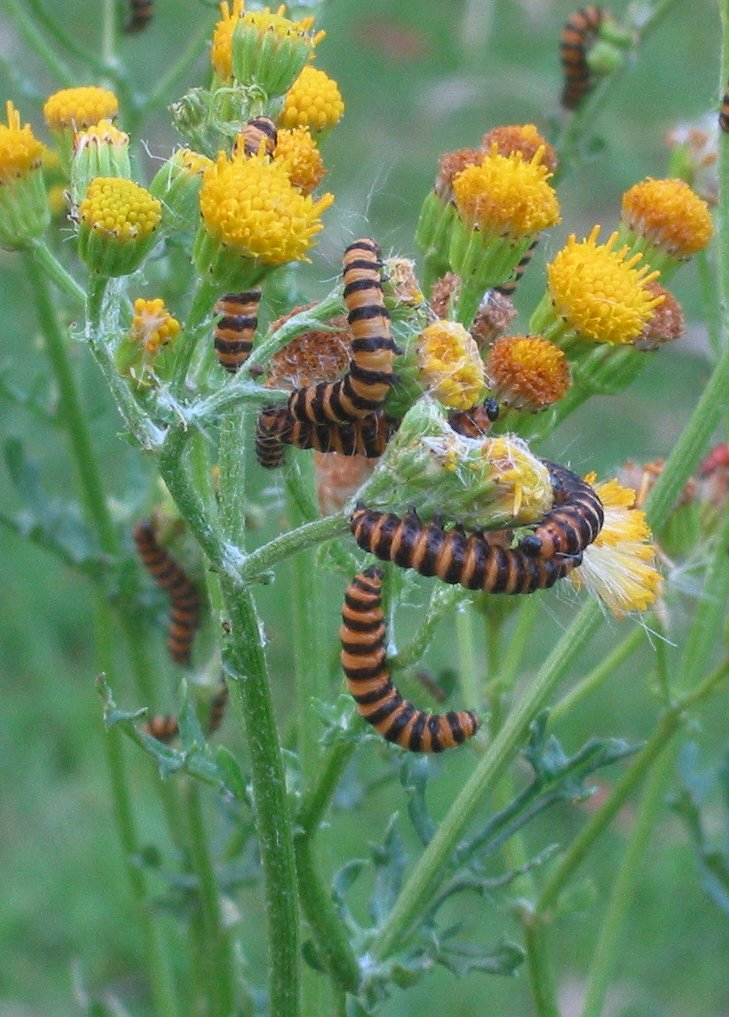
Zebrarupsen op jakobskruiskruid
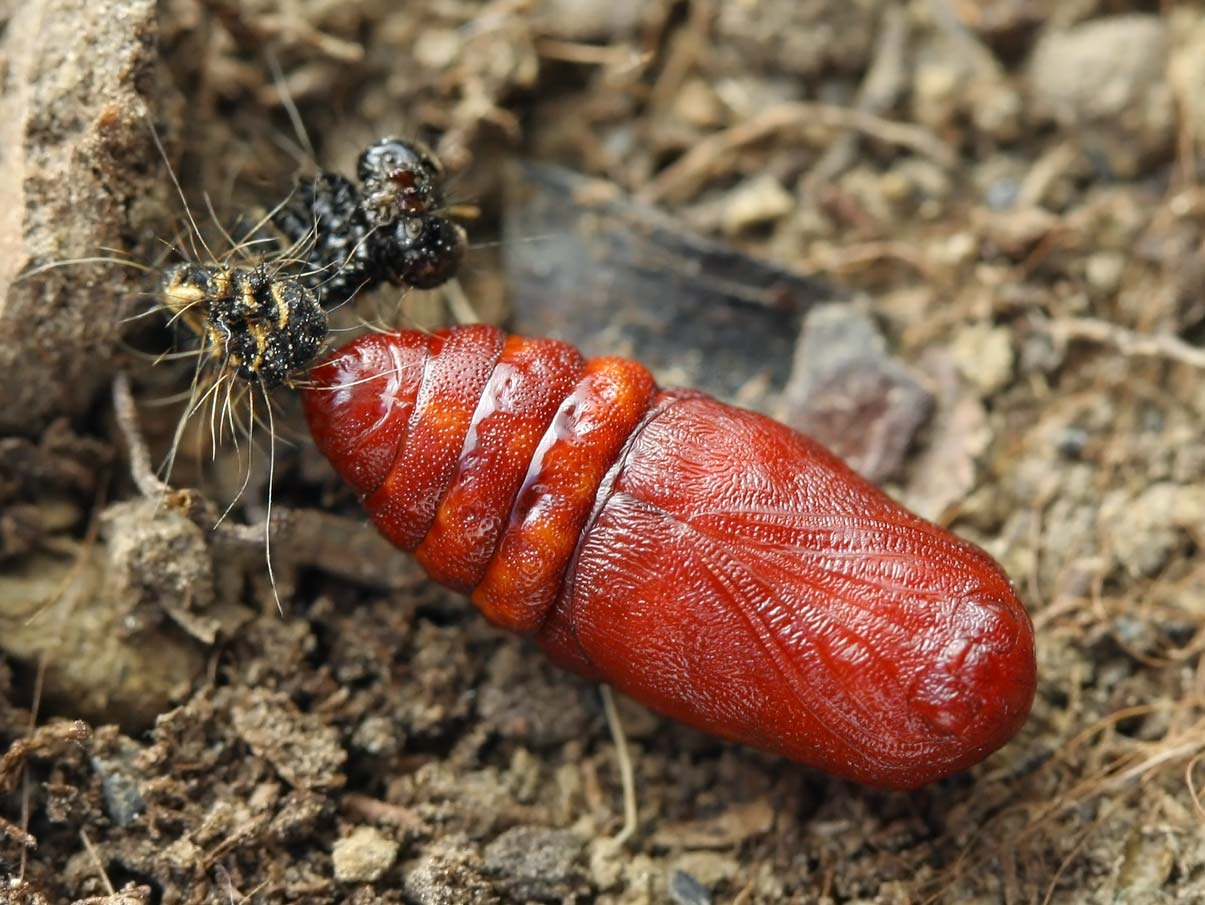
Pop
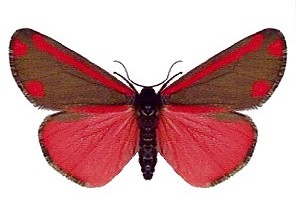
Bovenzijde
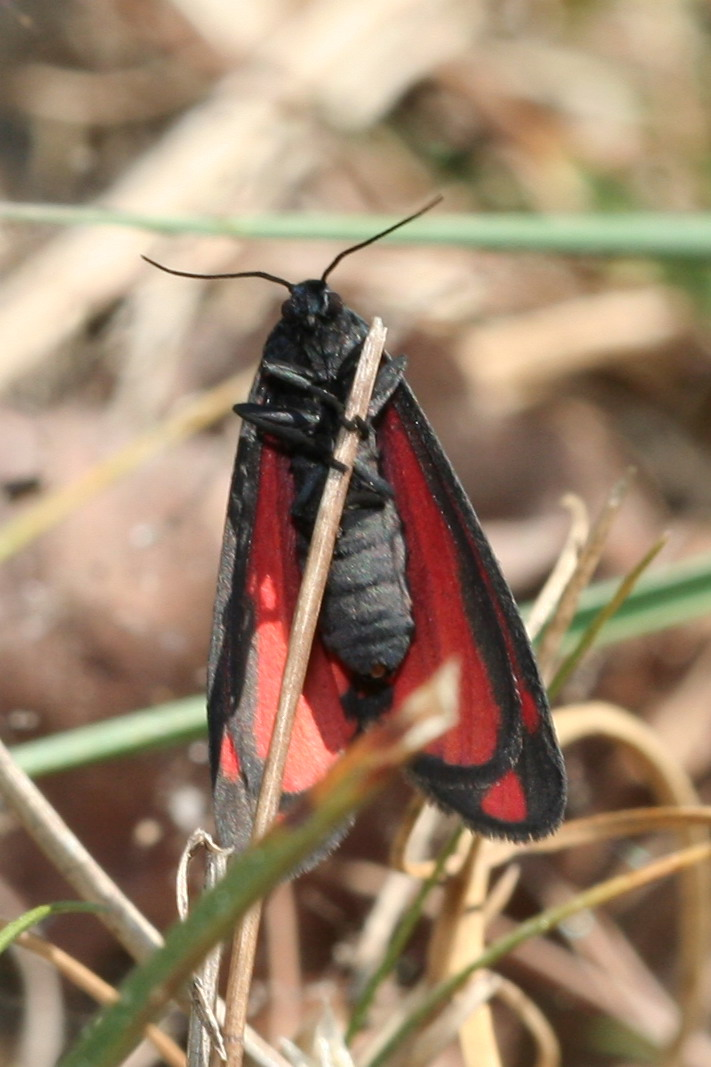
Onderzijde